# 余主父
余主父（？年—？年），字，湖南省縣人，熊本高等工業學校畢業，工科進士。

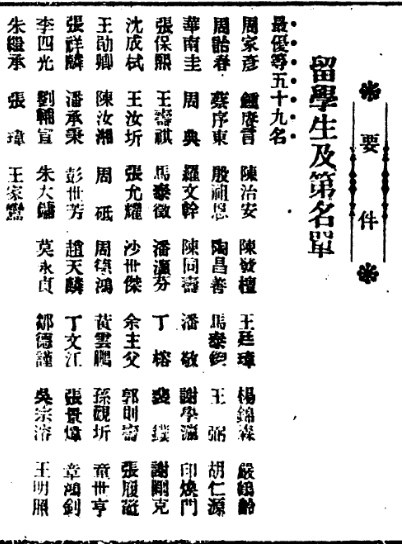

## 生平
- 光緒三十三年八月，湖南省官費生入日本熊本高等工業學校採礦冶金科[2]。
- 宣統三年（1911年）九月，經学部驗看考試，得82分[3]，列最優等，賞給工科進士。[4]
- 軍參院總務廳文書科主任科員[5]（不確定是否為同一人）。
- 農礦部視察員視察熱河礦務事宜[6]。
- 湖南省江華縣上伍堡錫礦局局長[7]。

## 著述
- 《東洋留學必讀》
- 《中學化學教科書》，(日本)小藤雄次郎著；余主父譯.湖南：作民譯社，1905，153頁
- 〈調查報告：水口錫山志〉，《實業雜誌》 1912 期號：第2期 頁碼：41-42